# Bursera schlechtendalii
Bursera schlechtendalii är en tvåhjärtbladig växtart som beskrevs av Adolf Engler. Bursera schlechtendalii ingår i släktet Bursera och familjen Burseraceae. Inga underarter finns listade i Catalogue of Life.